# Organizacja Orła Białego

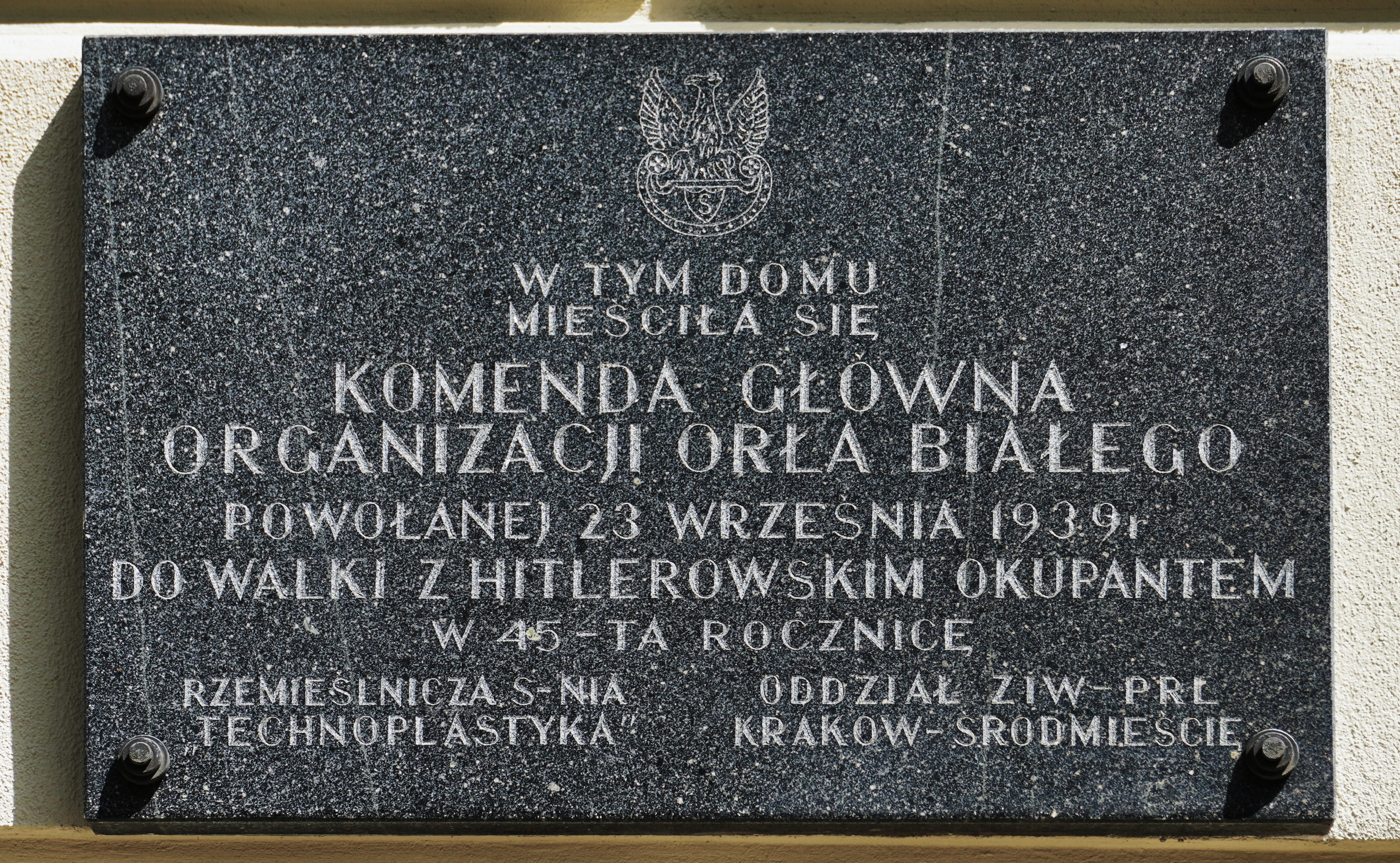
Tablica upamiętniająca Organizację Orła Białego w elewacji kamienicy przy ul. św. Krzyża 1 w Krakowie

Tajna Organizacja Wojskowa „Związek Orła Białego” (skrót „OOB”) – polska konspiracyjna organizacja wojskowa w czasie II wojny światowej, utworzona we wrześniu 1939 roku w Krakowie.

## Historia
Organizacja została założona już we wrześniu 1939 roku i była jedną z pierwszych organizacji konspiracyjnych w okupowanej Polsce. Powstała w oparciu o przedwojenne struktury Przysposobienia Wojskowego Związku Strzeleckiego. Wzorowała się w pierwszym okresie działalności na systemie organizacyjnym Dywersji Pozafrontowej, tj. formowano konspiracyjne „piątki”. Największe wpływy uzyskała w Małopolsce i na Górnym Śląsku. Rozwinęła działalność dywersyjną przeciwko niemieckim liniom zaopatrzenia, zbudowała własny wywiad i prowadziła akcje propagandowe, wymierzone przeciwko okupantom. Organem prasowym organizacji były Nakazy Dnia. 
W czerwcu 1940 podporządkowała się Związkowi Walki Zbrojnej.

## Struktura OOB

### Władze główne OOB
Głównymi jej przywódcami byli:
- płk Kazimierz Pluta-Czachowski „Gołdyn”- komendant główny
- płk piech. Marian Józef Ocetkiewicz - I zastępca komendanta głównego
- mjr Kazimierz Kierzkowski
- mjr Ludwik Muzyczka

### Okręgi
- Okręg krakowski OOB - mjr. Kazimierz Kierzkowski ps. „Prezes”
  - Podokręg rzeszowski - płk. Kazimierz Heilman-Rawicz
  - Rejon Podhale - płk. Henryk Radosiński ps. „Herfurt”[2]
    - Komórka OOB w Zakopanem - komendant Antoni Suchecki, zastępca komendanta Józef Hauslinger
    - Komórka OOB w Poroninie - komendant Wincenty Galica
    - Komórka OOB w Szczawnicy - komendant Franciszek Ciesielka ps. „Cięciwa”
- Okręg Śląski OOB - Maksymilian Makowski ps. „Stach”
  - Rejon zagłębiowski - Henryk Kowalówka ps. „Oset”
  - Rejon katowicki - Z. Miłkowski ps. „Powała”
  - Rejon bytomski - Henryk Suślik ps. „Grzmot”
  - Rejon opolski - Paweł Wrzód ps. „Wróderski”
  - Rejon cieszyńsko-zaolziański - Antoni Studencki ps. „Złom”
- Okręg kielecki OOB[3]
  - Rejon kielecki - kpt. rez. Jan Jedliński ps. „Kruk”
  - Rejon częstochowski - kpt. rez. D. Zbierski ps. „Nowina”
  - Rejon Skarżyska-Kamiennej - kpt. w st. spocz. Tadeusz Polcar ps. „Wichura”
  - Rejon radomski - kpt. rez. W. Wigura ps. „Wir”
  - Rejon sandomierski - ppor. Kaczorowski ps „Tur”, potem kpt. Czesław Ryłko ps „Czesław”

## Upamiętnienie
Pomnik honorujący OOB został ustanowiony w Dąbrowie Górniczej.